# Paz de Picquigny
La paz de Picquigny o tratado de Picquigny fue firmada en Picquigny (en el actual departamento francés del Somme) el 29 de agosto de 1475 entre Luis XI de Francia y Eduardo IV de Inglaterra.
Se considera el punto final de la Guerra de los Cien Años.

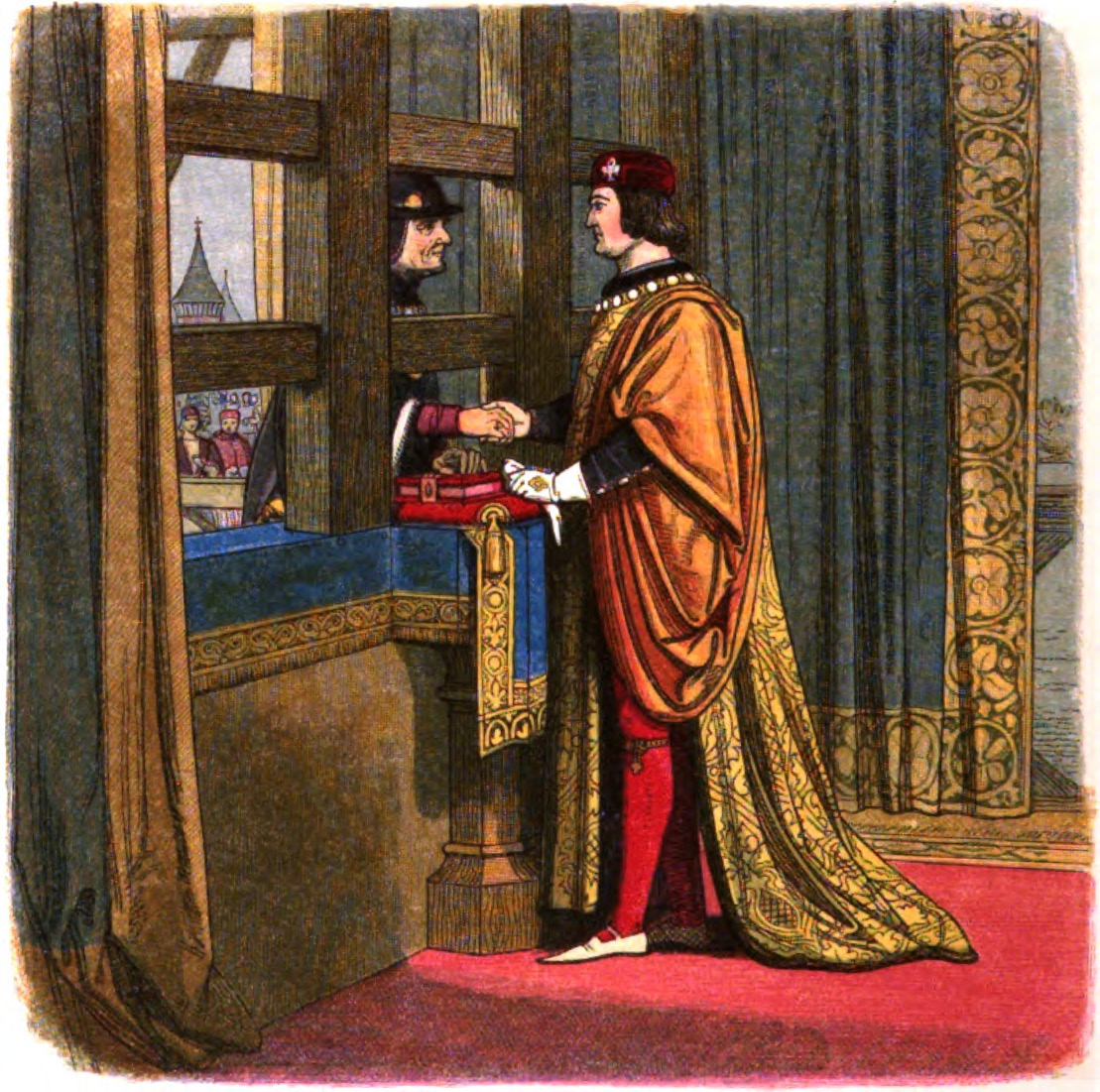
Encuentro entre Eduardo IV y Luis XI. James William Edmund Doyle (1864).

El acuerdo estipuló que Eduardo IV retornaría a Inglaterra con su ejército y que renunciaría a su alianza con el duque de Borgoña Carlos el Temerario. A cambio, recibió una suma de 75 000 coronas de oro y una pensión anual de 50 000 coronas de oro. 
Los ingleses conservarían el Pale de Calais, (además incluía Andres, Balinghem, Fréthun, Guînes, Hames, Marck, Nielles-lès-Calais y Sangatte) hasta su pérdida en enero de 1558.